# 思瓦法
思瓦法（Hso Vau Hpa；—1382年），又作思万法:60，中国史籍《百夷传》作思瓦发，《滇考》作思瓦。麓川君主，思可法三子。

## 生平
思戛法统治残暴，1379年百姓起义反抗将之杀害，众立思可法三子思瓦法为麓川君主。
1381年，明王朝进入云南，在永昌、景东、定边等地设立府县军卫，引起思瓦法不安。同时，明朝在金齿卫（今保山）的统治并不稳定，土人不满金齿卫指挥王真的统治，公推前金齿土官高大惠出面、引麓川军攻打金齿明军。1382年，在高大惠和也先虎都的内应下，思瓦法率兵攻打金齿卫，屠永昌城（金齿卫城），掳走王真，并将城池夷平。此役被朱元璋称为“金齿之疵”或“金齿之役”，明军并未马上反击，这一事件最终在1383年思伦法执政时期得到解决。
思瓦法任内，地方战乱不断:61，1382年冬出兵掠夺南甸，被下属达鲁方杀害，另立满散之子思伦法为麓川君主。

### 其它记载
《嘿勐咕勐》记载，思瓦法是思可法的长孙思秀法之子。思瓦法不理国政，终日沉溺在后宫，为王仅十月就被宫妃陷害而死。思瓦法没有子嗣，大臣请混三弄之子思伦法继承麓川王位:88。
英国学者内伊·埃里亚斯根据印度阿萨姆和缅甸的文献整理出《上缅甸和云南西部掸族历史概述》一书，当中记载思瓦法（Chao-Wat-pha，即召瓦法）于1285年继位，在位30年:27。